# Ordem Unida de Enoque
No movimento dos Santos dos Últimos Dias, a Ordem Unida (também chamada de Ordem Unida de Enoque) foi um dos vários programas coletivistas de igreja do século XIX. As primeiras versões da Ordem começando em 1831 tentaram implementar totalmente a lei da consagração, uma forma de comunalismo cristão, modelada segundo a igreja do Novo Testamento que tinha "todas as coisas em comum". Essas primeiras versões terminaram depois de alguns anos. Versões posteriores dentro do mormonismo, principalmente no Território de Utah, implementaram programas cooperativos menos ambiciosos, muitos dos quais tiveram muito sucesso. O nome completo da Ordem invocava a cidade de Enoque, descrita nas escrituras dos Santos dos Últimos Dias como tendo um povo tão virtuoso e de coração puro que Deus a levou para o céu. A Ordem Unida estabeleceu comunidades igualitárias destinadas a alcançar igualdade de renda, eliminar a pobreza e aumentar a autossuficiência do grupo. O movimento tinha muito em comum com outras sociedades utópicas comunalistas formadas nos Estados Unidos e na Europa durante o Segundo Grande Despertar, que buscavam governar aspectos da vida das pessoas por meio de preceitos de fé e organização comunitária. No entanto, a Ordem dos Santos dos Últimos Dias era mais voltada para a família e a propriedade do que as experiências utópicas na Fazenda Brook e da Comunidade de Oneida.
A adesão à Ordem Unida era voluntária, embora durante um período na década de 1830 fosse um requisito para a continuação da filiação como membro da igreja. Os participantes doariam (consagrariam) todas as suas propriedades à Ordem Unida, que por sua vez transferiria uma "herança" (ou "intendência") que permitia aos membros controlar a propriedade; a propriedade privada não era erradicada, mas sim um princípio fundamental deste sistema. No final de cada ano, qualquer excedente que a família produzisse de sua gestão era devolvido voluntariamente à Ordem. A Ordem em cada comunidade era administrada pelo bispo local.
A Ordem Unida não é praticada dentro do mormonismo dominante hoje; entretanto, vários grupos de fundamentalistas mórmons, como os Irmãos Apostólicos Unidos e a Igreja Fundamentalista de Jesus Cristo dos Santos dos Últimos Dias (Igreja FLDS), reviveram a prática. A Ordem Unida também era praticada pela seita mórmon liberal chamada Ordem Unida da Família de Cristo e a seita cutlerita, a Igreja de Jesus Cristo.

## Sob Joseph Smith
Joseph Smith soube de um grupo de cerca de 50 pessoas conhecido como "a família" que vivia na fazenda de Isaac Morley perto de Kirtland, Ohio, que havia estabelecido um empreendimento cooperativo com base nas declarações do Livro de Atos (2:44-45 e 4:32). Os membros da "família Morley" eram originalmente seguidores de Sidney Rigdon, um ministro associado ao Movimento de Restauração que mais tarde se converteu ao mormonismo. Muitos desses comunalistas também se juntaram à nova igreja e vários, incluindo Isaac Morley, serviram em posições de liderança. Levi Hancock registra um evento anterior em que um "membro da família" roubou seu relógio de bolso e o vendeu, alegando que era "tudo em família".
Smith estava preocupado por causa do número de membros que se filiavam à igreja na pobreza em Kirtland. A receita era necessária para a igreja publicar livros e folhetos. Naquela época, Smith e Rigdon estavam em dificuldades econômicas. Smith e sua esposa Emma moraram na fazenda Morley por um período de tempo.
Em 4 de fevereiro de 1831, Smith disse que recebeu uma revelação chamando Edward Partridge para ser o primeiro bispo da igreja. Cinco dias depois, em 9 de fevereiro de 1831, Smith descreveu uma segunda revelação detalhando a lei da consagração.
Smith disse que recebeu uma revelação instruindo os Santos dos Últimos Dias a doar suas terras e dinheiro para a igreja. Partridge designou lotes aos santos que chegavam de Nova York, de acordo com outra revelação. Smith orientou os imigrantes de Colesville a se estabelecerem em Thompson, Ohio, alguns quilômetros a leste de Kirtland, em uma fazenda de propriedade de Leman Copley. Os santos do condado de Seneca foram designados para a fazenda Morley.
Partridge tentou implementar toda a lei da consagração em Thompson; no entanto, desentendimentos surgiram e ele não teve sucesso. Pouco depois, Smith anunciou uma revelação instruindo Newel Knight a liderar os santos da fazenda Copley para se estabelecerem no Missouri.
Originalmente, a Ordem Unida pretendia ser "uma ordem eterna para o benefício da minha igreja e para a salvação dos homens até que eu venha". Na prática, entretanto, a Ordem teve vida relativamente curta durante a vida de Smith.

## Sob Brigham Young
De 1855 a 1858, os membros de A Igreja de Jesus Cristo dos Santos dos Últimos Dias (Igreja SUD) mais uma vez consideraram viver sob a Ordem Unida. Durante este período, sob a liderança de Brigham Young, os membros da igreja foram instruídos a preparar deeds de consagração, mas esses contratos nunca foram postos em prática, talvez devido à desorganização da comunidade causada pela Guerra de Utah.
Somente em 1874 Young iniciou a "United Order of Enoch", começando em St. George, Utah, em 9 de fevereiro de 1874. Havia várias diferenças entre a Ordem Unida de Enoque e as comunidades da Ordem Unida estabelecidas anos antes por Joseph Smith. Sob a liderança de Young, os produtores geralmente transferiam suas propriedades para a Ordem, e todos os membros da Ordem dividiam a receita líquida da cooperativa, muitas vezes dividida em partes com base na quantidade de propriedade originalmente contribuída. Às vezes, os membros da Ordem recebiam salários por seu trabalho na propriedade comunal.
O plano cooperativo foi usado em pelo menos 200 comunidades mórmons, a maioria delas em áreas rurais afastadas dos assentamentos mórmons centrais perto do Grande Lago Salgado. A maioria das comunidades resistiu por apenas dois ou três anos antes de retornar a um sistema econômico mais padrão. Uma das últimas corporações da United Order estabeleceu a nova comunidade de Bunkerville, Nevada, em 1877. Em 1880, a cooperativa de Bunkerville se dissolveu sob a pressão da falta de água e da falta de dedicação e iniciativa individual.
Como a Ordem Unida estabelecida por Smith, a experiência de Young com a Ordem Unida teve vida curta. Na época da morte de Young em 1877, a maior parte de suas Ordens Unidas havia falhado. No final do século XIX, as Ordens estavam essencialmente extintas. O historiador Andrew Karl Larson apontou que o fracasso desses empreendimentos está enraizado nas fragilidades da natureza humana:
Os hábitos de uma sociedade aquisitiva foram demasiado fortemente forjados para serem quebrados sem a maior devoção e abnegação à causa, e o individualismo rude triunfou sobre a tentativa abortada de propriedade comunal e vida comunitária aqui.
Alguns líderes e membros da Igreja de Jesus Cristo dos Santos dos Últimos Dias acreditam que a Ordem Unida será restabelecida em algum momento no futuro. Muitos líderes ensinaram que o atual sistema de bem-estar e ajuda humanitária da Igreja é um predecessor ou um trampolim para a prática renovada da Ordem Unida no futuro.

### Kanab
Muitas comunidades da Ordem Unida foram estabelecidas entre as cidades mórmons no início de 1874. Uma em particular foi a Ordem Unida de Kanab, que foi um acordo iniciado por Brigham Young. Kanab foi fundada em 1870. Naquele ano, John R. Young e o bispo local, Levi Stewart, começaram a colonização desta área e doze famílias seguiram para iniciar este empreendimento. No entanto, houve confusão sobre quem era o líder desta sociedade. As autoridades da Igreja SUD nomearam o bispo e somente elas poderiam revogar seu status. Mas muitos queriam eleger John R. Young como presidente porque ele era parente do presidente da Igreja SUD Brigham Young. Este conflito de poder durou até 5 de janeiro de 1875, quando Levi Stewart se tornou o presidente. Eventualmente, Stewart renunciou ao cargo e L. John Nuttall de Provo tomou seu lugar.
Eventualmente, outras famílias se seguiram que estavam infelizes em suas próprias vidas ou eram de outras colônias decadentes. Em 1874, havia 81 famílias e cerca de 17 por cento dos homens que viviam nesta comunidade praticavam a poligamia. As famílias eram de estrutura simples e geralmente tinham de dois a três quartos. Havia cerca de três filhos por mãe em cada casa e as esposas polígamas também viviam na mesma casa. Famílias numerosas em todas as comunidades mórmons eram consideradas uma prática espiritual e a proporção de crianças para mulheres em Kanab refletia isso.
A principal fonte de renda da comunidade era a criação pecuarista. A maior parte de sua riqueza estava em gado, veículos e ações de empresas corporativas. A terra e as melhorias constituíam o resto de sua riqueza. Esta Ordem Unida em particular era muito rica, mas dentro da sociedade havia grandes lacunas. Todos possuíam propriedades, mas alguns terrenos eram melhores do que outros. Por fim, Brigham Young ordenou à comunidade que diminuísse a lacuna financeira que os diferenciava das outras comunidades.
Muitos sofreram privações enquanto viviam na fronteira e tendiam a se mudar com frequência, ao redor da mesma área para escapar das condições adversas e encontrar maiores oportunidades. Isso também facilitou a migração, já que a maior parte da riqueza que as pessoas possuíam era móvel. O número de famílias que se mudaram três ou mais vezes ficou abaixo de 50. Apenas 23 famílias se mudaram quatro vezes ou mais e 13 se mudaram cinco vezes ou mais.
No ano de 1880, a Ordem Unida em Kanab havia diminuído muito. Apenas 32 famílias foram deixadas de fora das 81 famílias originais que vieram no primeiro ano de seu estabelecimento. Muitos eventualmente migraram para o Arizona, Nevada, Novo México e México; além disso, os rapazes tendiam a sair de casa antes de se casarem e constituírem sua própria família.

## Comunalismo
Sob a Ordem Unida, a propriedade privada não foi abolida. A partilha de bens, frequentemente citada como comunalismo, era voluntária. Os membros da igreja que optaram por participar da Ordem Unida voluntariamente transferiram suas propriedades para a igreja, que então devolveria a totalidade ou parte delas ao proprietário original como administração. O "resíduo", ou propriedade que estava além do que o dono e sua família requeriam para si mesmos, era usado pela igreja para fornecer aos menos afortunados, que seriam obrigados a pagá-lo monetariamente ou com trabalho. O proprietário da propriedade privada não era forçado a participar na Ordem, nem sua propriedade era confiscada à força. Os donos de propriedades privadas eram livres para aderir ou abandonar as ordens e controlavam sua administração. J. Reuben Clark, membro da Primeira Presidência, explicou:
O princípio fundamental desse sistema era a detenção privada da propriedade. Cada homem possuía sua parte, ou herança, ou administração, com um título absoluto, que ele podia alienar, hipotecar ou tratar como seu. A igreja não possuía todas as propriedades, e a vida sob a Ordem Unida não era uma vida comunitária. ... A Ordem Unida é um sistema individualista, não um sistema comunitário.
Lorenzo Snow, presidente da Igreja de Jesus Cristo dos Santos dos Últimos Dias, também destacou a preservação do livre arbítrio individual pela Ordem Unida:
Nas coisas que pertencem à glória celestial, não pode haver operações forçadas. Devemos agir de acordo com a atuação do espírito do Senhor em nosso entendimento e sentimentos. Não podemos ficar sobrecarregados de assuntos, por maior que seja a bênção que acompanha tal procedimento. Não podemos ser forçados a viver uma lei celestial; devemos fazer isso nós mesmos, por nossa própria vontade. E tudo o que fizermos em relação ao princípio da Ordem Unida, devemos fazê-lo porque desejamos fazê-lo.

## Relação com o comunismo marxista
Esta Ordem Unida foi uma tentativa de erradicar a pobreza e promover um senso de unidade e fraternidade nas comunidades dos Santos dos Últimos Dias. A visão da Igreja SUD é que a doutrina e as várias tentativas de praticá-la não devem ser vistas como parte do movimento utópico do século XIX nos Estados Unidos, e é diferente tanto do comunismo marxista quanto do capitalismo.

Os líderes da Igreja de Jesus Cristo dos Santos dos Últimos Dias no século XX procuraram fazer uma distinção clara entre o comunismo marxista e a lei da consagração praticada pela Ordem Unida, ensinando que as práticas diferiam em relação aos tópicos do livre arbítrio, propriedade privada e divindade. A lei da consagração e a Ordem Unida podem ser comparadas ao arranjo econômico compartilhado apresentado no Novo Testamento conforme praticado pelos cristãos do primeiro século em Jerusalém. No século XX, os líderes da Igreja de Jesus Cristo dos Santos dos Últimos Dias, incluindo David O. McKay, Harold B. Lee, Ezra Taft Benson, Marion G. Romney, e J. Reuben Clark, alegaram que o comunismo é uma versão "falsificada" da lei da consagração. Em 1942, a igreja emitiu a seguinte declaração:
O comunismo e todos os outros ismos semelhantes não têm qualquer relação com a Ordem Unida. Eles são meramente as falsificações desajeitadas que Satanás sempre inventa do plano do Evangelho. ... A Ordem Unida deixa cada homem livre para escolher sua própria religião conforme a orientação de sua consciência. O comunismo destrói a agência gratuita concedida por Deus ao homem; a Ordem Unida a glorifica. Os Santos dos Últimos Dias não podem ser fiéis a sua fé e dar ajuda, incentivo ou simpatia a qualquer uma dessas falsas filosofias.